# Крест «За заслуги» (ГФС)
Крест «За заслу́ги» — ведомственная награда Государственной фельдъегерской службы Российской Федерации, учреждённая приказом ГФС России № 250 от 22 июля 2005 года.

## Правила награждения
Согласно Положению крестом «За заслуги» награждаются:
- сотрудники федеральной фельдъегерской связи, безупречно прослужившие (проработавшие) в федеральной фельдъегерской связи не менее 10 лет и внесшие большой личный вклад в решение возложенных на ГФС России задач;
- иные лица, оказавшие содействие в решении возложенных на ГФС России задач.

## Правила ношения
Крест носится на левой стороне груди и располагается после государственных наград Российской Федерации.
При ношении ленты креста на планке она располагается ниже государственных наград Российской Федерации после ленты Почётного знака Государственной фельдъегерской службы Российской Федерации.

## Описание награды
Крест изготавливается из латунного сплава или нейзильбера золотистого цвета и представляет собой крест белого цвета с широкой краповой каймой и расширяющимися раздвоенными концами. В центре креста помещено цветное изображение геральдического знака — эмблемы органов федеральной фельдъегерской связи. На оборотной стороне креста надпись: «За заслуги». По краю — рельефный бортик. Расстояние между концами креста 40 мм.
Крест при помощи ушка и кольца соединяется с пятиугольной колодкой, обтянутой шёлковой муаровой лентой крапового цвета с белой продольной полоской. Ширина ленты 24 мм, ширина белой полоски 5 мм. Белая полоска отстоит от левого края ленты на 1 мм.